# Elmer Antonsen
Elmer H. Antonsen, född den 17 november 1929 i Glens Falls i delstaten New York, död 5 augusti 2008, var en norskättad filolog och runolog från Förenta staterna. Han var professor vid University of Illinois från 1970. Han gjorde viktiga bidrag till de äldre runornas epigrafik, men gjorde i flera fall avvikande tolkningar av inskrifter och gick emot konsensus bland runologer, och förklarade ofta sin tolkningar alltför ordknappt.